# Karel Campos
Karel Christopher Campos Suárez (Tamazunchale, San Luis Potosí, 17 de enero de 2003) es un futbolista mexicano que se desempeña como Centrocampista en el Cancún F.C. de la Liga de Expansión MX.

## Trayectoria

### Club América
Debutó el 22 de julio de 2021 en el empate a cero goles frente al Querétaro Fútbol Club, partido correspondiente a la primera jornada del Grita México 2021.

## Selección nacional
El día lunes 25 de octubre se unió a la concentración de la selección de fútbol de México para enfrentar a Ecuador, sustituyendo a Erick Daniel Sánchez por lesión.

## Fútbol Club Juárez
Ficho por el Fútbol Club Juárez el dia 01/07/24 jugo su primer partido contra el atlas de titular con un resultado de 3-1 a favor de los bravos.